# Glomera rigidula
Glomera rigidula är en orkidéart som beskrevs av Johannes Jacobus Smith. Glomera rigidula ingår i släktet Glomera och familjen orkidéer. Inga underarter finns listade i Catalogue of Life.